# Utaara Mootu
Utaara Mootu é uma política, jovem líder e activista namibiana. Ela é um membro eleito do Parlamento da Namíbia após as eleições de 2019, representando o Movimento dos Sem Terra (Namíbia) e actua como porta-voz parlamentar do partido.

## Activismo e política
Utaara serviu como membro do Conselho Representativo de Aprendizes em 2013 e juntou-se a vários programas de caridade na igreja quando criança. Ela também participou nas competições de colégios de 2013, onde ficou em primeiro lugar na categoria feminina. Em 2016 ela tornou-se Vice-presidente da Estética, uma sociedade de artes cénicas na universidade. Mais tarde, ela juntou-se ao activismo estudantil e grupos feministas em 2017 através de protestos e poesia. No final de 2017, ela juntou-se ao Movimento dos Sem Terra (Namíbia) liderado por Bernadus Swartbooi e Henny Seibeb e tornou-se uma activista activa na luta do povo da Venezuela, genocídio e uma defensora ferrenha da justiça agrária.
Ela tornou-se um membro fundador da transição do Movimento dos Sem Terra (LPM) para um partido político em 8 de fevereiro de 2019. Em 2018, ela actuou como porta-voz nacional interina do LPM, sendo a mais jovem porta-voz e membro executivo de um partido político após a independência aos 22 anos. Durante a assembleia popular em outubro de 2018 foi eleita porta-voz oficial do partido e foi eleita a 4ª candidata na lista parlamentar do partido.
Membro do Pan African Reinasance Country Chapters e do Konrad-Adenauer-Stiftung Talent Empowernment Program, ela foi empossada como uma das mais jovens membros do 7º Parlamento da Namíbia aos 24 anos de idade em 20 de março de 2020.